# Saint-Basile (Ardecha)
Saint-Basile és un municipi francès situat al departament de l'Ardecha i a la regió d'Alvèrnia-Roine-Alps. L'any 2007 tenia 318 habitants.

## Demografia

### Població
El 2007 la població de fet de Saint-Basile era de 318 persones. Hi havia 124 famílies de les quals 32 eren unipersonals (16 homes vivint sols i 16 dones vivint soles), 44 parelles sense fills, 40 parelles amb fills i 8 famílies monoparentals amb fills.
La població ha evolucionat segons el següent gràfic:
Habitants censats

### Habitatges
El 2007 hi havia 273 habitatges, 133 eren l'habitatge principal de la família, 112 eren segones residències i 28 estaven desocupats. 264 eren cases i 8 eren apartaments. Dels 133 habitatges principals, 106 estaven ocupats pels seus propietaris, 19 estaven llogats i ocupats pels llogaters i 8 estaven cedits a títol gratuït; 2 tenien una cambra, 5 en tenien dues, 27 en tenien tres, 41 en tenien quatre i 58 en tenien cinc o més. 88 habitatges disposaven pel capbaix d'una plaça de pàrquing. A 58 habitatges hi havia un automòbil i a 65 n'hi havia dos o més.

### Piràmide de població
La piràmide de població per edats i sexe el 2009 era:
| Homes | Edats   | Dones |
| ----- | ------- | ----- |
| 0     | 95 o +  | 0     |
| 0     | 90 a 94 | 0     |
| 4     | 85 a 89 | 0     |
| 12    | 80 a 84 | 0     |
| 12    | 75 a 79 | 4     |
| 4     | 70 a 74 | 20    |
| 4     | 65 a 69 | 0     |
| 4     | 60 a 64 | 4     |
| 4     | 55 a 59 | 0     |
| 32    | 50 a 54 | 20    |
| 8     | 45 a 49 | 12    |
| 8     | 40 a 44 | 12    |
| 8     | 35 a 39 | 4     |
| 8     | 30 a 34 | 8     |
| 4     | 25 a 29 | 4     |
| 0     | 20 a 24 | 8     |
| 4     | 15 a 19 | 12    |
| 0     | 10 a 14 | 16    |
| 20    | 5 a 9   | 8     |
| 4     | 0 a 4   | 20    |

## Economia
El 2007 la població en edat de treballar era de 202 persones, 143 eren actives i 59 eren inactives. De les 143 persones actives 124 estaven ocupades (74 homes i 50 dones) i 19 estaven aturades (8 homes i 11 dones). De les 59 persones inactives 33 estaven jubilades, 10 estaven estudiant i 16 estaven classificades com a «altres inactius».

### Ingressos
El 2009 a Saint-Basile hi havia 140 unitats fiscals que integraven 354 persones, la mediana anual d'ingressos fiscals per persona era de 13.905 €.

### Activitats econòmiques
Dels 15 establiments que hi havia el 2007, 1 era d'una empresa de fabricació d'altres productes industrials, 6 d'empreses de construcció, 4 d'empreses de comerç i reparació d'automòbils, 2 d'empreses d'hostatgeria i restauració, 1 d'una empresa de serveis i 1 d'una empresa classificada com a «altres activitats de serveis».
Dels 6 establiments de servei als particulars que hi havia el 2009, 2 eren tallers de reparació d'automòbils i de material agrícola, 2 paletes, 1 guixaire pintor i 1 electricista.
L'any 2000 a Saint-Basile hi havia 21 explotacions agrícoles que ocupaven un total de 658 hectàrees.

## Poblacions més properes
El següent diagrama mostra les poblacions més properes.